# 平生町

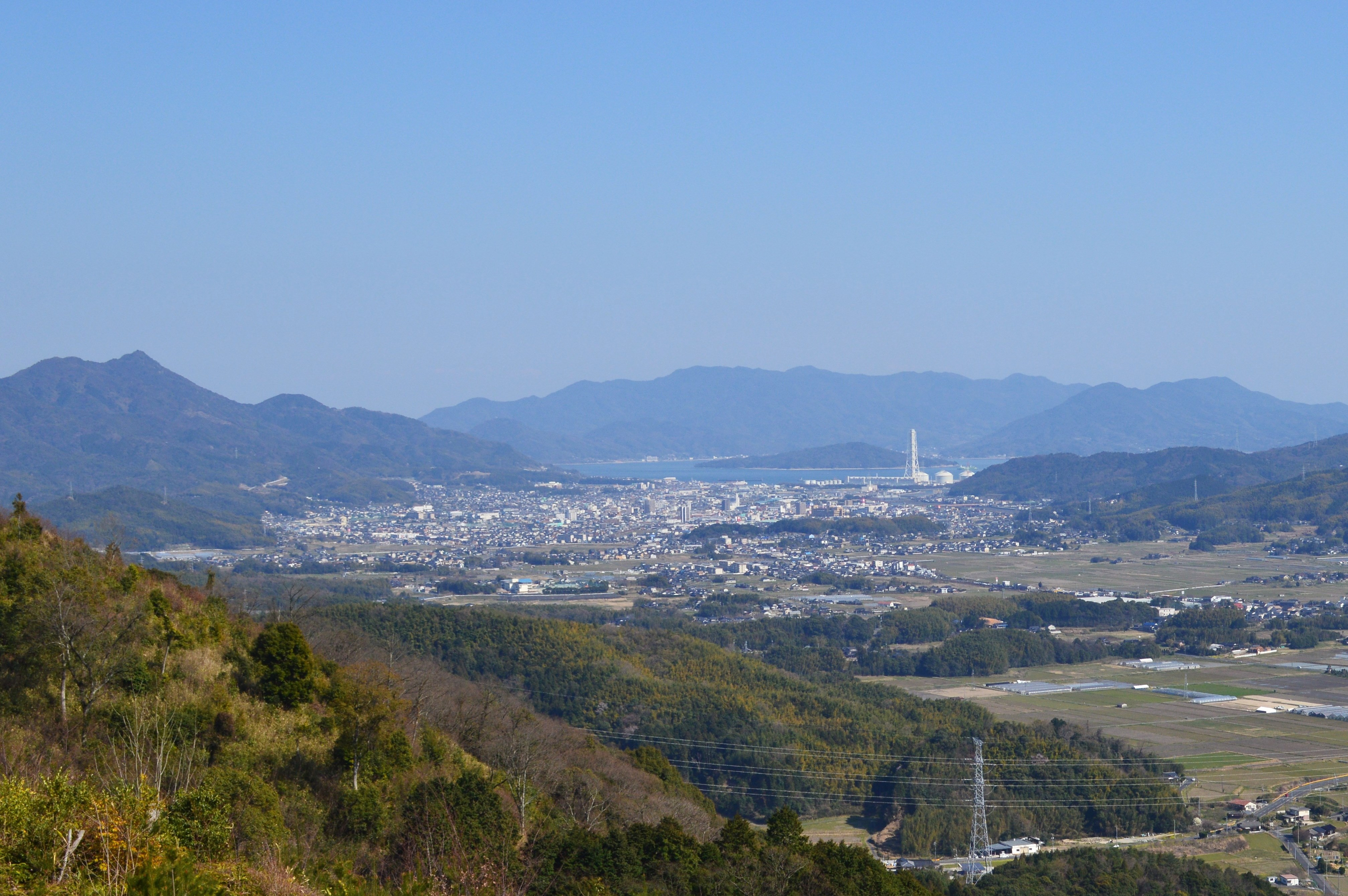
石城山から望む市街地

平生町（ひらおちょう）は、山口県の東南部に位置する町。熊毛郡に属する。

## 地理
瀬戸内海に面した室津半島西側からの眺めは、山口県屈指といわれている。町は南北に約11km、東西に9kmにわたり、箕山（標高400m）、大星山（標高438m）を中心とした丘陵地帯と平生平野からの平野部から成り立っている。そのほか、佐合島も含む。18.2kmにおよぶ平生湾とともに瀬戸内海国立公園の一端を形成する。
アクセス（自動車）
- 岩国方面から約50分/徳山方面から約50分
- 山陽自動車道 玖珂ICから約30分/熊毛ICから約30分
- JR山陽本線柳井駅から約10分

### 隣接している自治体
- 柳井市
- 熊毛郡：田布施町、上関町

### 人口
| |                                        |  |
| 平生町と全国の年齢別人口分布（2005年） | 平生町の年齢・男女別人口分布（2005年） |  |
| ■紫色 ― 平生町 ■緑色 ― 日本全国 | ■青色 ― 男性 ■赤色 ― 女性              |  |
| 平生町（に相当する地域）の人口の推移 \| 1970年（昭和45年） \| 13,111人 \| \| \| 1975年（昭和50年） \| 13,796人 \| \| \| 1980年（昭和55年） \| 14,118人 \| \| \| 1985年（昭和60年） \| 15,030人 \| \| \| 1990年（平成2年） \| 14,801人 \| \| \| 1995年（平成7年） \| 14,618人 \| \| \| 2000年（平成12年） \| 14,580人 \| \| \| 2005年（平成17年） \| 14,203人 \| \| \| 2010年（平成22年） \| 13,491人 \| \| \| 2015年（平成27年） \| 12,798人 \| \| \| 2020年（令和2年） \| 11,914人 \| \| |                                        |  |
| 総務省統計局 国勢調査より |                                        |  |
| 1970年（昭和45年） | 13,111人                               |  |
| 1975年（昭和50年） | 13,796人                               |  |
| 1980年（昭和55年） | 14,118人                               |  |
| 1985年（昭和60年） | 15,030人                               |  |
| 1990年（平成2年） | 14,801人                               |  |
| 1995年（平成7年） | 14,618人                               |  |
| 2000年（平成12年） | 14,580人                               |  |
| 2005年（平成17年） | 14,203人                               |  |
| 2010年（平成22年） | 13,491人                               |  |
| 2015年（平成27年） | 12,798人                               |  |
| 2020年（令和2年） | 11,914人                               |  |

### 地名
全域で合併前からの大字を継続して使用している（ただし、曽根のみ合併時の新設）。
- 平生町
- 平生村
- 竪ケ浜
- 宇佐木
- 大野北（旧大野村）
- 大野南（旧大野村）
- 曽根（旧曽根村）
- 佐賀（旧佐賀村）
- 小郡（旧佐賀村）
- 尾国（旧佐賀村）
- 佐合島（旧佐賀村）

## 歴史
現在の平生町の土地の多くは、毛利就頼が慶安三年（1650年）熊毛郡宇佐木大野河添い沖の開作につき決意して奉行横道忠右衛門に設計、施工を命じ、当時は海であった部分を埋め立てて水田を開作したものである。
常春寺にある横道忠右衛門の墓や横道が造った南蛮樋（水門）は、町の史跡・名所となっている。

### 沿革

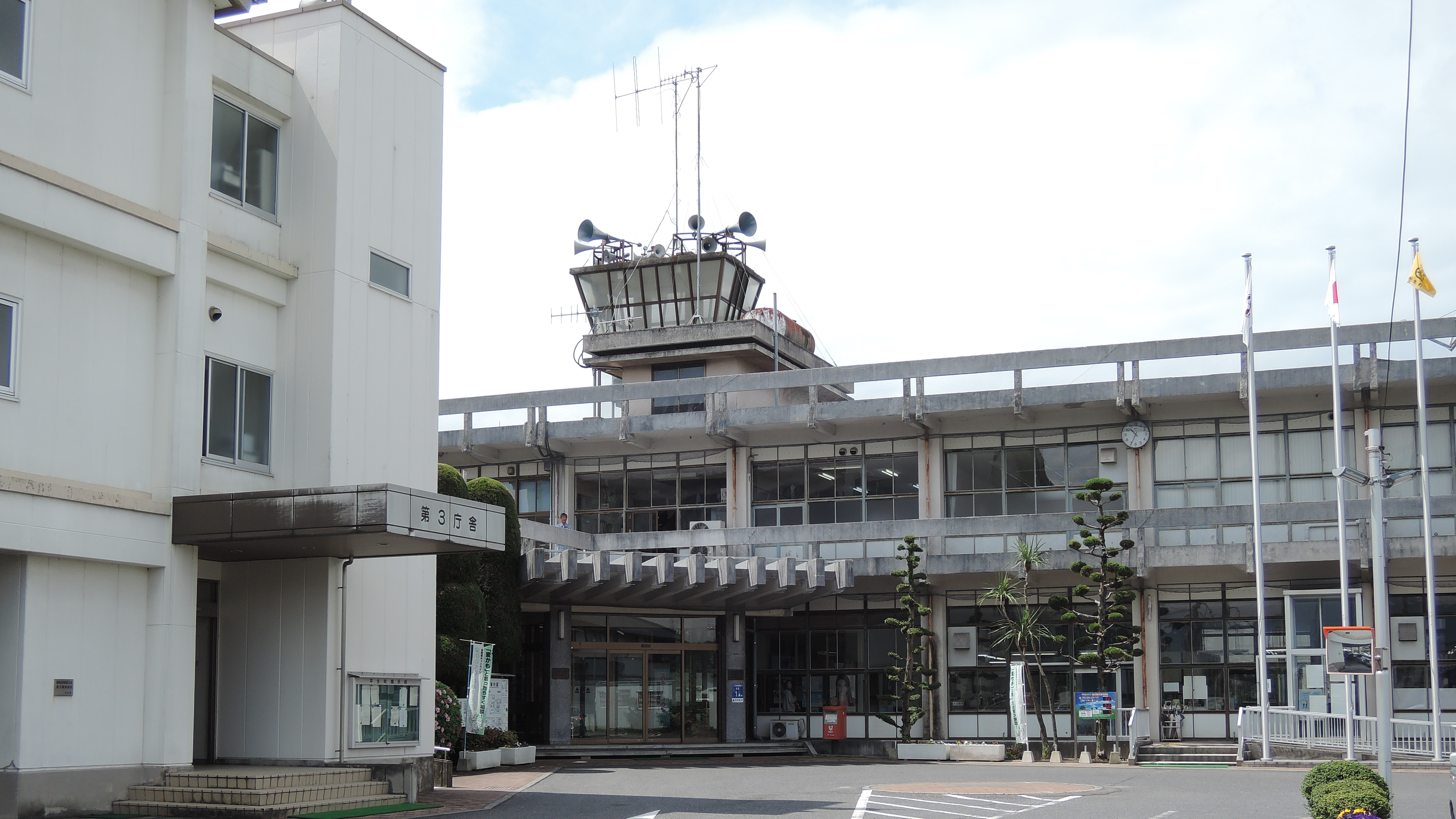
旧平生町役場本庁舎

- 1889年（明治22年）4月1日 - 町村制の施行により、熊毛郡平生村・竪ヶ浜村・平生町・宇佐木村の区域をもって平生村が発足。
- 1903年（明治36年）4月1日 - 町制施行して平生町となる。
- 1955年（昭和30年）1月1日 - 大野村・佐賀村・曽根村と合併し、改めて平生町が発足。
- 2022年（令和4年）5月2日 - 平生町役場新本庁舎での業務開始[1]。

## 行政・議会
- 町長：浅本邦裕（2018年12月11日～、2期目）
- 議長：中村武央 （議員定数12）

## 産業

### 商業
- 平生町商工会
- イオンタウン平生 - マックスバリュ平生東店、古本市場などがある。

### 工業
- 永大産業
かつてサッカー部が本拠地を置き、セルジオ越後がコーチとして在籍していた。

### 農業
- 山口県農業協同組合平生支所

### 漁業
- 山口県漁業協同組合平生支店

### 飲食業
- 麺鮮醤油房 周月 山口平生店(アザース)

### 金融機関
- 山口銀行平生支店
- 東山口信用金庫平生支店
- 平生郵便局
- 佐賀郵便局
- 平生曽根郵便局

## 主要施設
- 柳井警察署平生幹部交番 - 平生町、田布施町、上関町を管轄。
- 門司税関徳山税関支署平生出張所‐山口県のうち熊毛郡を管轄。

## 教育

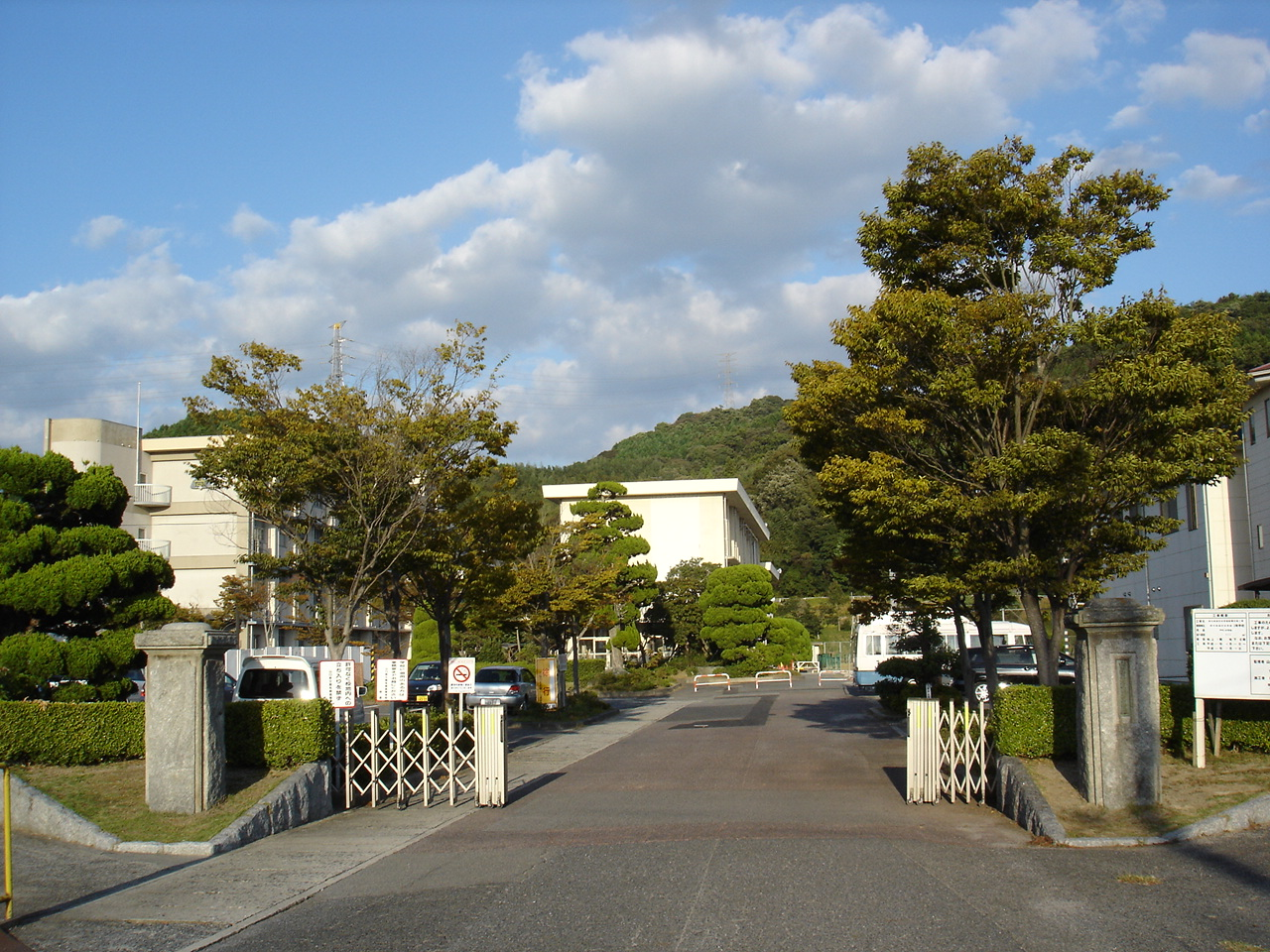
熊毛南高等学校

### 高等学校
- 山口県立熊毛南高等学校

### 中学校
- 平生町立平生中学校

### 小学校
- 平生町立佐賀小学校
- 平生町立平生小学校

### 保育園
- 平生町立佐賀保育園
- 平生町立平生保育園

### 図書館
- 平生図書館

## 交通

### 鉄道
町内に鉄道駅はない。最寄り駅は西日本旅客鉄道（JR西日本）山陽本線柳井駅または田布施駅。なお1920年代、町内を起点とし柳井駅を経由して伊陸村（現：柳井市伊陸）に至る「周東鉄道」の敷設が計画されたことがあるが、1923年に免許を申請した後頓挫している。

### バス
- 防長交通 - 本町に営業所（平生営業所）があり、町内一帯に路線網を持つ。
  - 柳井市 - 平生町 - 上関町
  - 柳井市 - 平生町 - 田布施町 - 光市 - 周南市（徳山）

### 道路
- 一般国道
  - 国道188号
- 主要地方道
  - 山口県道23号光上関線
- 一般県道
  - 山口県道152号伊保庄平生線
  - 山口県道165号大野南長迫線

## 著名な出身者
- 白井小助（志士、元奇兵隊軍監）
- 安倍源基（政治家、内務大臣、警察官僚、初代特別高等警察部長）
- 山田耻目（政治家、元日本社会党衆議院議員）
- 國本泰功（山口放送アナウンサー）
- 道上洋三（朝日放送テレビアナウンサー）
- 遠井吾郎（元プロ野球選手）
- 横山聡（元プロサッカー選手）
- 岡村宜城（元プロサッカー選手、新潟産業大学FC部監督）

## 再生計画
地域再生計画として、「イタリアーノひらお」構想を進めている。室津半島の地形、気候がイタリア半島に似ていることにヒントを得ている。平生町の地形や豊かな自然、文化および農林水産業や商工業などの地域資源を活用し、町内各団体が地域ブランドを確立し地域経済の活性化を図ることを目的として進めている。